# Reber, Žužemberk
Reber este o localitate din comuna Žužemberk, Slovenia, cu o populație de 103 locuitori.